# Emma-Kate Lidbury
Emma-Kate Lidbury (* 19. Februar 1980) ist eine ehemalige britische Triathletin. Sie ist Ironman 70.3-Siegerin (2011, 2012) und wird geführt in der Bestenliste britischer Triathletinnen auf der Ironman-Distanz.

## Werdegang
Emma-Kate Lidbury besuchte die Loughborough University und startete 2005 bei ihrem ersten Triathlon. Im Mai 2008 wurde sie in Spanien Europameisterin und vier Wochen später in Vancouver auch Triathlon-Vizeweltmeisterin der Amateure in der Altersklasse der 25–29-Jährigen.
Die frühere Journalistin startet seit 2009 als Profi-Athletin und geht vorwiegend auf der Mitteldistanz an den Start.
Bei ihrem ersten Start bei einem Ironman-Rennen wurde sie im September 2015 Zweite auf Mallorca (3,86 km Schwimmen, 180,2 km Radfahren und 42,195 km Laufen).
Sie wird trainiert von Dan Bullock (Schwimmen), Mike Antoniades und Mark Stenning. Im Juni 2018 wurde sie Elfte beim Ironman Boulder. Seit 2018 tritt Emma-Kate Lidbury nicht mehr international in Erscheinung.
Emma-Kate Lidbury lebt mit ihrem Partner  in Oxford.

## Sportliche Erfolge
| Datum/Jahr    | Rang | Wettbewerb                              | Austragungsort      | Zeit     | Bemerkung |
| ------------- | ---- | --------------------------------------- | ------------------- | -------- | --- |
| 20. März 2016 | 8    | Ironman 70.3 Monterrey                  | Monterrey           |          | |
| 30. Aug. 2015 | 21   | Ironman 70.3 World Championship         | Zell am See         | 04:48:17 | |
| 15. März 2015 | 4    | Ironman 70.3 Monterrey                  | Monterrey           | 04:16:17 | |
| 7. Sep. 2014  | 19   | Ironman 70.3 World Championship         | Mont-Tremblant      | 04:27:19 | |
| 6. Apr. 2014  | 2    | Ironman 70.3 Texas                      | Galveston Island    |          | |
| 29. Sep. 2013 | 3    | Ironman 70.3 Augusta                    | Augusta             | 04:17:45 | |
| 9. Juni 2013  | 1    | Ironman 70.3 Kansas                     | Lawrence            |          | |
| 2. Juni 2013  | 2    | Ironman 70.3 Raleigh                    | Raleigh             | 04:21:14 | |
| 7. Apr. 2013  | 1    | Ironman 70.3 Texas                      | Galveston Island    | 04:13:52 | |
| 3. März 2013  | 4    | Escape from Alcatraz Triathlon          | San Francisco       | 02:25:34 | |
| 30. Sep. 2012 | 2    | Ironman 70.3 Augusta                    | Augusta             |          | |
| 23. Sep. 2012 | 5    | Ironman 70.3 Cozumel                    | Cozumel             | 04:26:35 | bei der Erstaustragung                                                                                               |
| 12. Mai 2012  | 1    | Ironman 70.3 Mallorca                   | Alcúdia             | 04:39:05 | |
| 14. Apr. 2012 | 1    | Challenge Fuerteventura                 | Fuerteventura       | 04:32:41 | Siegerin auf der Halbdistanz                                                                                         |
| 4. Dez. 2011  | 4    | Ironman 70.3 Asia Pacific               | Phuket              | 04:36:09 | |
| 30. Okt. 2011 | 3    | Ironman 70.3 Miami                      | Miami               | 04:23:11 | [ 3 ] |
| 25. Sep. 2011 | 1    | Ironman 70.3 Augusta                    | Augusta             | 04:19:31 | [ 4 ] |
| 19. Juni 2011 | 1    | UK Ironman 70.3                         | Somerset            |          | |
| 14. Mai 2011  | 1    | Ironman 70.3 Mallorca                   | Alcudia             | 04:33:18 | [ 5 ] |
| 2. Apr. 2011  | 1    | TriStar111 Nevis                        | Charlestown (Nevis) | 04:07:09 | mit 35 Minuten Vorsprung auf die Zweitplatzierte Fernanda Keller (1 km Schwimmen, 100 km Radfahren und 10 km Laufen) |
| 25. Juli 2010 | 3    | Antwerp Ironman 70.3                    | Antwerpen           | 04:22:32 | |
| 20. Juni 2010 | 3    | UK Ironman 70.3                         | Somerset            | 04:56:26 | |
| 8. Juni 2008  | 2    | ITU Triathlon World Championship 25–29  | Vancouver           | 02:00:18 | Vizeweltmeisterin auf der olympischen Distanz in der Altersklasse 25–29                                              |
| 10. Mai 2008  |      | ETU Triathlon European Championships    | Lissabon            | 02:14:55 | Europameistertitel in der Klasse 25–29                                                                               |
| 30. Aug. 2007 | 3    | ITU Triathlon World Championship 25–29  | Hamburg             | 02:15:50 | Dritte in der Klasse 25–29                                                                                           |
| 30. Aug. 2006 | 8    | ITU Triathlon World Championship W25-29 | Lausanne            | 02:28:15 | in der Klasse 25–29                                                                                                  |

| Datum/Jahr    | Rang | Wettbewerb                        | Austragungsort | Zeit     | Bemerkung                                                           |
| ------------- | ---- | --------------------------------- | -------------- | -------- | ------------------------------------------------------------------- |
| 10. Juni 2018 | 11   | Ironman Boulder                   | Boulder        | 10:21:20 | hinter Kirsty Jahn                                                  |
| 14. Mai 2016  | 8    | Ironman Texas                     | The Woodlands  | 08:45:13 | Austragung des Rennens auf verkürztem Radkurs (94 statt 112 Meilen) |
| 29. Nov. 2015 | 5    | Ironman Mexico                    | Cozumel        | 09:29:18 | persönliche Ironman-Bestzeit                                        |
| 26. Sep. 2015 | 2    | Ironman Mallorca                  | Alcúdia        | 09:31:49 |                                                                     |
| 3. März 2012  | 7    | Abu Dhabi International Triathlon | Abu Dhabi      | 07:19:35 |                                                                     |
| 12. März 2011 | 10   | Abu Dhabi International Triathlon | Abu Dhabi      | 07:51:30 | 3 km Schwimmen, 200 km Radfahren und 20 km Laufen                   |

(DNF – Did Not Finish)